# 天道盟敏德會
天道盟敏德會，是臺灣三大犯罪組織之一的天道盟旗下的分會。

## 簡介
敏德會勢力範圍在新竹地區為主。同時在南桃園、苗栗、臺中、臺南永康等中南部一帶也有活動；發起人「林敏德」（綽號「敏德」），原為新竹「三光幫」成員，因不滿老一輩的作風於是自立門戶，遂於1984年10月間與楊○港、陳○福、謝○豐、黃○順、溫○澤、楊○源等人成立「三光正義組」在新竹市北區活動，早期以理髮廳、美容院、地下舞廳、餐飲業等收取保護費，作為籌組組織經濟來源為目的。
1984年11月一清專案實施後，林某等人因於民國70年10月起，涉及數起持槍殺人、縱火等案件遭刑事局及新竹市政府警察局列名十大槍擊要犯首拿緝捕對象，1986年1月17日清晨，潛逃多時的林敏德與溫○澤在臺南市四維街暴露行蹤，雙方激烈駁火中射殺圍捕之一名警員，但優勢警力持續增援。林敏德深怕：如新竹雙警命案等懸案被扣到頭上，便棄械投降受審
爾後，隨著同案在逃的永康鄉大灣角頭陳進義出面作證，林敏德始終在台南及永康等地活動，行蹤也符合所說，加上沒有積極證據指向林敏德涉案。 ，於是一干人被送往警備總部主導的岩灣監獄以叛亂為由接受管訓。
林敏德在1986年7月間與獄中「阿不倒」等其他縱貫線老大結識，並於同年10月31日串聯組成天道盟，並擔任敏德會創會會長（為北所結盟時的最初六個意識團體之一）。直到1987年至1988年林敏德等人出獄後，方在新竹地區成立「敏德會」的具體組織。
1987年自由時代。
1987年自由時代。
1987年自由時代。
1987年自由時代。
1987年自由時代。

## 人事和組織
- 前會長：林敏德（原三光正義組老大)，目前由x澤擔任會長。
  - 前代理會長：朱金練（三光幫角頭）
- 主要幹部：目x義 / x昌 / x煌 / x書 / x可 / x仁 / x弟.....

### 參照
1. ↑  臺灣新竹地方法院決定書　九十二年度賠字第二九號
2. ↑  .   [2010-09-21]. （原始内容存档于2023-12-05）.
3. ↑  .   [2019-01-06]. （原始内容存档于2019-01-07）.
4. ↑  國家文化資料庫  電視新聞影像 （页面存档备份，存于） 內容主題:劉邦友;槍械;槍擊命案;槍擊犯； 主要題名：劉宅血案　林敏德涉嫌。臺灣電視公司版權所有 1997/11/14
5. ↑  .   [2019-08-13]. （原始内容存档于2020-02-03）.
6. ↑  .   [2009-10-03]. 原始内容存档于2023-12-05.
7. ↑  .   [2009-10-03]. 原始内容存档于2023-12-05.
8. ↑  .   [2009-10-03]. 原始内容存档于2023-12-05.
9. ↑  .   [2009-10-03]. 原始内容存档于2023-12-05.
10. ↑  .   [2009-10-03]. 原始内容存档于2023-12-05.

### 資料來源
- 林敏德、陳進義等叛亂嫌疑 （页面存档备份，存于）
- 最高法院 76 年台上字第 5570 號刑事判決 （页面存档备份，存于）
- 臺灣新竹地方法院 92 年賠字第 29 號刑事決定書 （页面存档备份，存于）